# Pole (Jablonné v Podještědí)
Pole (německy Felden) je malá vesnice, část města Jablonné v Podještědí v okrese Liberec. Nachází se asi 2,5 kilometru jižně od Jablonného v Podještědí. Pole leží v katastrálním území Česká Ves v Podještědí o výměře 5,7 km².

## Historie
První písemná zmínka o vesnici pochází z roku 1790. Do roku 1946 nesla obec název Felden.
Východně od osady stával při cestě k silnici č. 270 panský dvůr Neuhof (tj. Nový Dvůr) (v místě se souřadnicemi 50.7427603N a 14.7641133E), na jehož místě dosud stojí jakési stavení bez čísla popisného.
Vesnice byla připojena k Jablonnému před rokem 1950. K 1. lednu 2007 byla spolu s ním administrativně přeložena z okresu Česká Lípa do dopravně bližšího okresu Liberec.

## Pamětihodnosti a zajímavosti
- Bezejmenný rybník jižně od osady, původně zvaný Neuhöfer Teich (Novodvorský rybník)
- Jižně od Neuhöfer Teichu býval druhý, větší rybník, zvaný Fiebich Teich, v současnosti již neexistuje a připomínají jej pouze mokřiny.
- V severní části Pole funguje v čp. 5 statek s chovem koní, jehož název Felden Ranch navazuje na původní jméno osady.

## Další fotografie

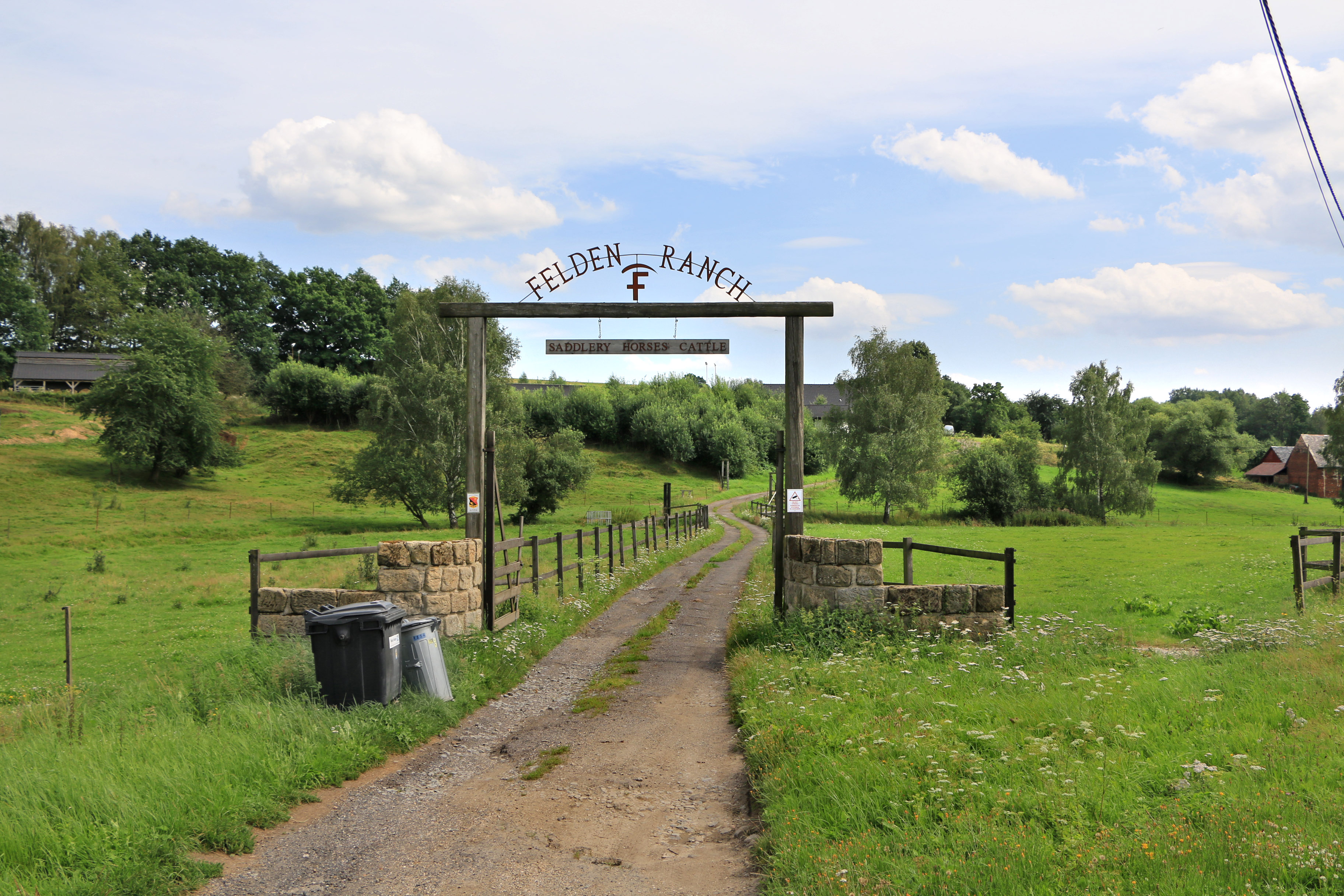
Felden Ranch – chov koní
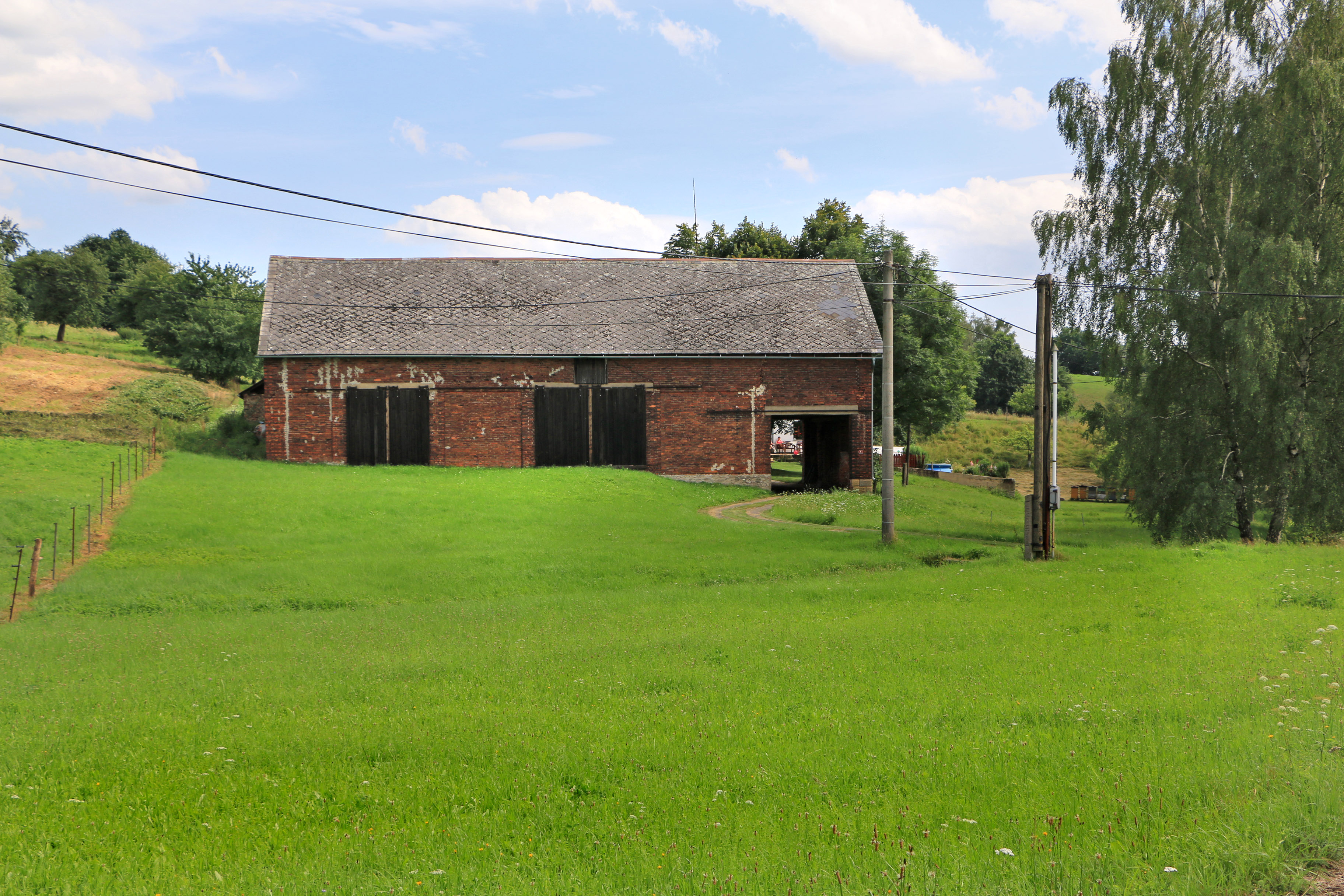
Stodola u čp. 4
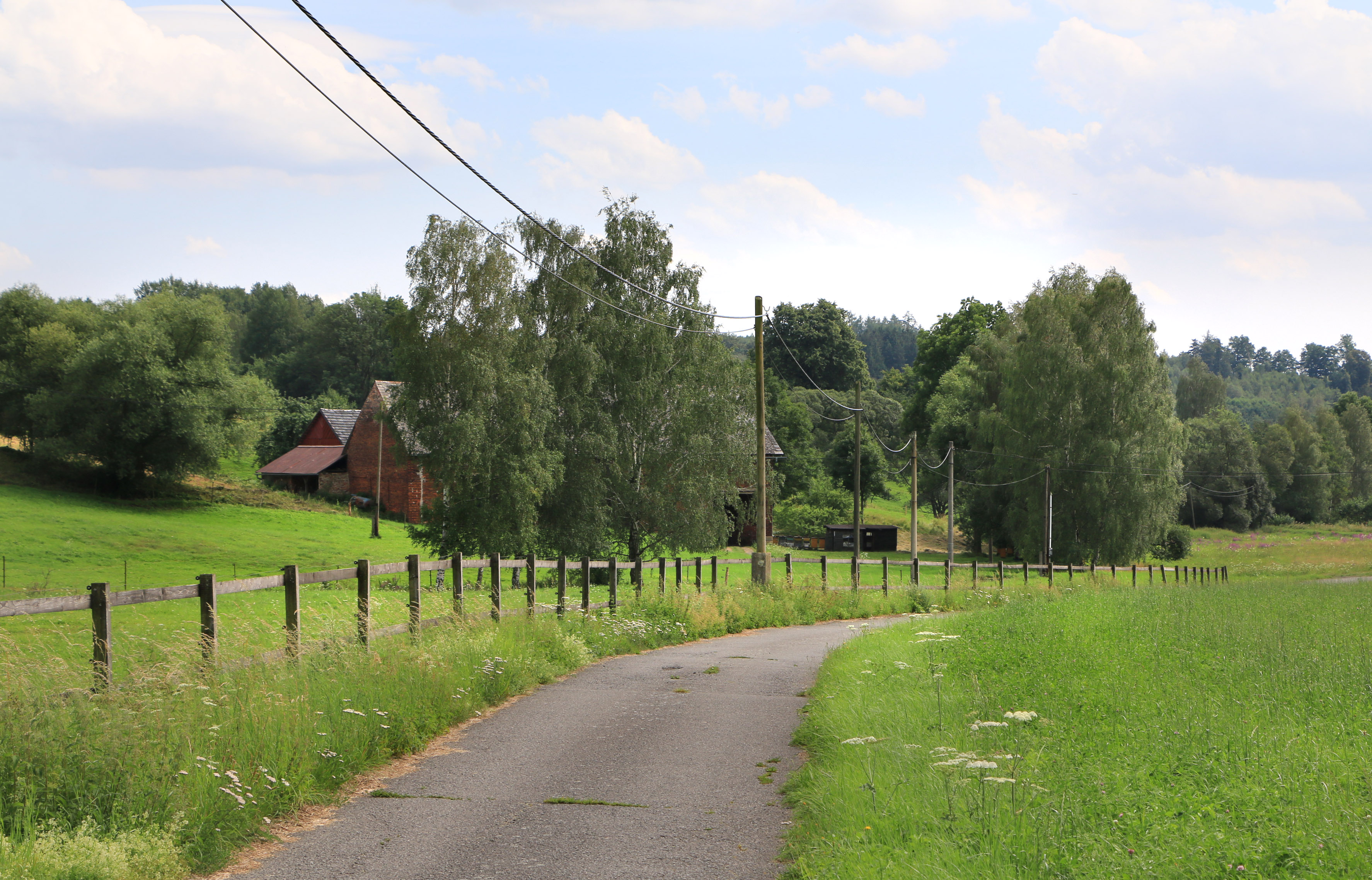
Silnice k osadě